# Зиланд (Мичиген)
Зиланд (енгл. Zeeland) град је у америчкој савезној држави Мичиген. По попису становништва из 2010. у њему је живело 5.504 становника.

## Демографија
Према попису становништва из 2010. у граду је живело 5.504 становника, што је 301 (5,2%) становника мање него 2000. године.
| Група             | 2000.         | 2010.         |
| Белци             | 5.324 (91,7%) | 4.916 (89,3%) |
| Афроамериканци    | 34 (0,6%)     | 59 (1,1%)     |
| Азијати           | 76 (1,3%)     | 74 (1,3%)     |
| Хиспаноамериканци | 269 (4,6%)    | 353 (6,4%)    |
| Укупно            | 5.805         | 5.504         |